# بافل أفكسينيف
بافل أفكسينيف (مواليد 1890) هو سبّاح روسي، مثّل بلاده في الألعاب الأولمبية الصيفية 1912.

## روابط خارجية
بافل أفكسينيف على موقع أوليمبيديا (الإنجليزية)